# Hor Namhong
Dans ce nom, le nom de famille, Hor, précède le nom personnel.
Hor Namhong, né le 15 novembre 1935 à Phnom Penh, est un homme politique cambogdien. 

## Biographie
Il est ministre des Affaires étrangères du Cambodge de 1990 à 1993, ambassadeur en France de 1993 à 1998 puis de nouveau ministre des Affaires étrangères et de la Coopération du 30 novembre 1998 au 4 avril 2016 et vice-Premier ministre du 16 juillet 2004 au 22 août 2023. Il est également député de 1998 à 2018.
Hor Namhong est marié et a cinq enfants. L'un d'eux est Hor Nambora, ambassadeur au Royaume-Uni de 2004 à 2013.